# Haley Batten
Haley Batten, född 19 september 1998, är en amerikansk tävlingscyklist som tävlar i mountainbike.

## Karriär
Batten har under 2024 vunnit två världscuptävlingar; en i terrängcykling olympisk distans och en i terrängcykling kortdistans.